# Georges Bernard (homme politique)
Pour les articles homonymes, voir Georges Bernard et Bernard.
Georges Bernard, né le 7 décembre 1883 à Ivry-la-Bataille (Eure) et mort le 20 septembre 1957 à Évreux (Eure), est un homme politique français.

## Biographie
Georges Bernard est né d'un père distillateur ; sa mère est couturière. Il prend des parts dans une entreprise de fabrication d'alcool à base de pommes, présente en Normandie, Bretagne et Île-de-France.
Joueur lui-même, il encourage la pratique du rugby et de l'escrime. Il est l'un des membres fondateurs de l'Évreux Athletic Club et de l'Aéroclub de l'Eure.
Pendant la Première Guerre mondiale, il modifie sa date de naissance pour s'enrôler comme pilote de reconnaissance. Sa bravoure lui vaut la croix de guerre.
Georges Bernard entre au conseil municipal d'Évreux en 1935.
Durant la Seconde Guerre mondiale, il s'engage dans la Résistance et devient président du comité départemental de libération de l'Eure en 1944. À l'occasion de la Libération d'Évreux, il fait partie des résistants partis le 22 août 1944 rejoindre l'état-major américain à Champigny-la-Futelaye, au château d'Osmoy (Eure), afin de prévenir le général Hobbs qui menace de détruire la ville.
Or les soldats allemands ont déjà tous évacué la ville. Le véhicule des résistants saute sur une mine, deux passagers sont tués, mais le commandant André Stouls, chef du 3e bureau, et Georges Bernard, blessé à la tête, parviennent à délivrer le message à temps.
Le 23 août, les Américains entrent dans Évreux ; Georges Bernard est nommé maire.
Le 8 octobre suivant, accompagné notamment du préfet Edmond Cornu et de Pierre Mendès France, il reçoit le général de Gaulle, lors de sa tournée en Normandie. Après les municipales de 1945, il cède sa place à Georges Chauvin qui, l'ayant abandonné par force en 1940, retrouve son poste de maire alors qu'il revient de déportation.
En 1947, il est élu maire pendant 6 ans. Durant son mandat, il gère la reconstruction d'Évreux, à laquelle les urbanistes vont modeler un nouveau visage respectueux toutefois de l'architecture disparue. Il permet à sa ville, très meurtrie par les bombardements, d'obtenir la Légion d’honneur et la croix de Guerre en 1948.
En 1954, il est réélu président de la commission des boissons du Conseil de la République.
En 1956, il se présente à la présidence du conseil général de l'Eure, mais il est battu par Pierre Mendès France.
Il meurt à Évreux le 20 septembre 1957.

## Décorations
Georges Bernard est : 
- Officier de la Légion d'honneur[Quand ?][2]
- Croix de guerre 1914–1918
- : Titulaire de la médaille de la Résistance

## Détail des fonctions et des mandats

### Mandats locaux
- 1935 : Conseiller municipal d'Évreux
- 1944 - 1945 : Maire d'Évreux
- 1945 - 20 septembre 1957 : Conseiller général du canton de Saint-Georges-du-Vièvre
- 1947 - 1953 : Maire d'Évreux

### Mandats parlementaires
- 7 novembre 1948 - 19 juin 1955 : Sénateur de l'Eure
- 19 juin 1955 - 20 septembre 1957 : Sénateur de l'Eure